# Jägerschlag

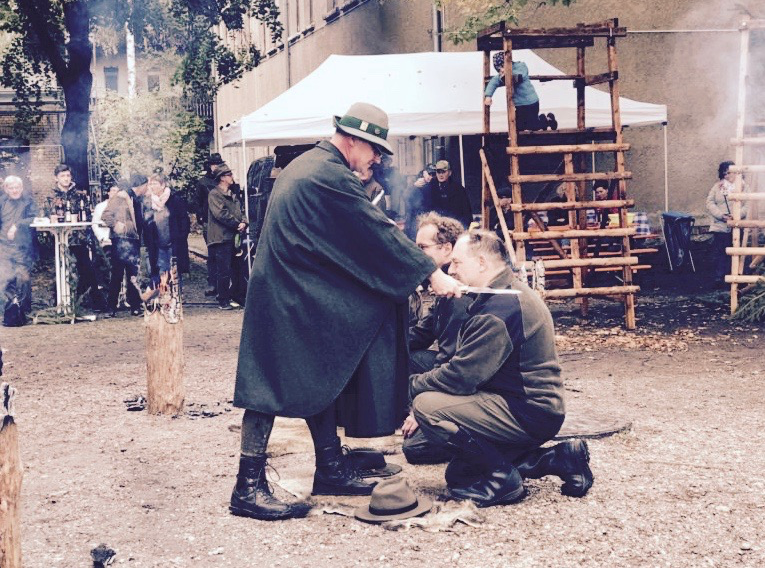
Jägerschlag, Leipzig, 2019

Der Jägerschlag gehört als Initiationsritus zu den jüngeren jagdlichen Bräuchen. 

## Beschreibung
Der Jägerschlag stellt im Leben eines Jägers den Moment dar, an dem er sein Versprechen, in Zukunft nach den Regeln der deutschen Weidgerechtigkeit zu jagen, abgibt und damit in die Reihen der Alten Jägerschaft aufgenommen wird. Mit dem Jägerschlag wird aus dem Jagdscheininhaber und Jungjäger ein Jäger. Der frische Jäger grüßt nun die anderen Jäger nicht mehr mit „Horrido“ sondern mit „Weidmannsheil“. Der Jägerschlag war ursprünglich ein Teil der Wehrhaftmachung des ausgelernten Jägersburschens mit der Entlassung aus der Lehrzeit und der Übergabe des Hirschfängers durch seinen Jagdherren. Heute übernehmen Jäger als Jagdaufseher im Rahmen des Jagdschutzes hoheitliche Aufgaben.

## Zeremonie
Der genaue Ablauf des Jägerschlags ist in den einzelnen Jägerschaften unterschiedlich.
Jägerschlag in Sachsen
Dem Jägerschlag wird eine kurze Rede durch den Lehrprinzen vorangestellt, in der er versucht, noch einmal den Jungjäger für seine neue Verantwortung gegenüber dem Wild, Wald und Mitmenschen zu sensibilisieren und auf Gefahren im Zusammenhang mit der Jagd hinzuweisen.
Jagdherr:
Ich darf dich, lieber Jungjäger, nun bitten, dein Gelöbnis zu sprechen.
Jungjäger:
Ich gelobe:  mit offenem Herzen und bestem Willen in die Reihe der waidgerechten Jäger eingetreten zu sein,

die überlieferten, die geschriebenen und ungeschriebenen Gesetze der Waidgerechtigkeit zu achten,

die Gebote des Naturschutzes zu befolgen, das jagdliche Brauchtum allzeit in Ehren zu halten.

Ich will als Jäger vor allem Heger und Pfleger sein die Vorbilder überlieferter Jägertreue zur Richtschnur meines waidmännischen Lebens machen.

Das gelobe ich.

Jagdprinz:
Bevor unser Jagdherr dich gleich zum Jäger schlagen wird, möchte ich dir für dein hoffentlich langes Jägerleben noch folgenden Waidmannsspruch mit auf den Weg geben:
Ein Jäger, der kein Brauchtum pflegt, das Wild nicht füttert und nicht hegt,

der nur zum schießen ist im Wald , nicht richtig anspricht eh'es knallt,

gewissenlos lässt Nachsuchen sein, gibt besser ab den Jägerschein.

Wer sinnvoll Flint' und Büchs' benützt, das edle Stück vorm Raubzeug schützt,

dem Wilderer das Handwerk legt, und stets nach bestem Vorbild hegt,

das Wild vorm Hungerstod bewahrt, der lebt nach rechter Waidmannsart.
Der Jagdherr schlägt nun dem Jungjäger dreimal mit dem Hirschfänger sanft auf die linke Schulter mit den Worten:
Der erste Schlag soll dich zum Jäger weihen, der zweite Schlag dir Weidgerechtigkeit verleihen,

der dritte Schlag sei ein Gebot: was du nicht kennst, das schieß nicht tot.
Nun wird der Jäger mit Handschlag in die Reihen der Alten Jäger für immer aufgenommen und mit Weidmannsheil zum ersten Mal von Jäger zu Jäger begrüßt. Er erwidert ab nun den Gruß als Jäger auch mit "Weidmannsheil oder Weidmannsdank".

## Varia
Verschiedentlich wird der Brauch des Jägerschlages mit dem in der Literatur beschrieben Brauch "Die Pfunde geben", eine Bestrafungsart für Vergehen gegen die Weidgerechtigkeit auf früheren Gesellschaftsjagden verwechselt.